# Кејт Нелиган
Патриша Колин Нелиган (енгл. Patricia Colleen Nelligan; Лондон, 16. март 1950), позната као Кејт Нелиган (енгл. Kate Nelligan), канадско-америчка је филмска и ТВ глумица. Номинована је за Оскара, 1991. године.
Након што је напустила колеџ у свом родном граду, преселила се у Велику Британију, где је похађала Централну школу говора и драмске уметности у Лондону. Тамо је дебитовала на позоришној сцени и на телевизији. Године 1975. Нелиган се први пут појавила на платну у француско-британској мелодрами „Романтична Енглескиња”. Године 1979. глумица је играла Луси Сјуард у британској филмској адаптацији Дракуле Брема Стокера, са Франком Лангелом у главној улози.
Почетком 1980-их, Кејт Нелиган се преселила у Сједињене Државе, где је деценију активно играла на Бродвеју, добивши четири номинације за награду Тони за своје улоге. Године 1991., глумица је била номинована за Оскара за најбољу споредну женску улогу у романтичној драми Барбре Стрејсенд Господар плима. Исте године је освојила награду БАФТА за улогу Коре у мелодрами Френки и Џони. Након тога, глумица је наставила да се редовно појављује у филмовима попут Вук, Ловци на бегунце, Предосећај и на телевизији како у САД тако и у својој отаџбини Канади.